# Miguel García Fernández
Miguel García Fernández (Luanco, 6 de febrero de 1973) es un deportista español que compitió en piragüismo en la modalidad de aguas tranquilas. Ganó una medalla de bronce en el Campeonato Mundial de Piragüismo de 1994, en la prueba de K1 200 m.
Participó en los Juegos Olímpicos de Barcelona 1992 y Atlanta 1996, su mejor actuación fue un quinto puesto logrado en Atlanta 1996 en la prueba de K4 1000 m.

## Palmarés internacional
| Campeonato Mundial | Campeonato Mundial        | Campeonato Mundial | Campeonato Mundial |
| Año                | Lugar                     | Medalla            | Competición        |
| ------------------ | ------------------------- | ------------------ | ------------------ |
| 1994               | Ciudad de México (México) | Medalla de bronce  | K1 200 m           |